# Сен-Жюльен (Кот-д’Армор)
Сен-Жюлье́н (фр. Saint-Julien, брет. Sant-Juluan-Pentevr) — коммуна во Франции, находится в регионе Бретань. Департамент — Кот-д’Армор. Входит в состав кантона Плуфраган. Округ коммуны — Сен-Бриё.
Код INSEE коммуны — 22307.

## География
Коммуна расположена приблизительно в 390 км к западу от Парижа, в 95 км северо-западнее Ренна, в 8 км к юго-западу от Сен-Бриё.
Вдоль западной границы коммуны протекает река Гуэ.

## Население
Население коммуны на 2016 год составляло 2 061 человек.
| 1962 | 1968 | 1975 | 1982 | 1990 | 1999 | 2008 | 2016 |
| ---- | ---- | ---- | ---- | ---- | ---- | ---- | ---- |
| 599  | 738  | 893  | 1508 | 1747 | 1755 | 1962 | 2061 |

## Администрация
| Период | Период | Фамилия         | Партия        | Примечания  |
| ------ | ------ | --------------- | ------------- | ----------- |
| 1983   | 2007   | Кристиан Никола |               |             |
| 2007   |        | Клод Бланшар    | Разные правые | госслужащий |

## Экономика
В 2007 году среди 1257 человек в трудоспособном возрасте (15—64 лет) 942 были экономически активными, 315 — неактивными (показатель активности — 74,9 %, в 1999 году было 75,2 %). Из 942 активных работали 884 человека (468 мужчин и 416 женщин), безработных было 58 (21 мужчина и 37 женщин). Среди 315 неактивных 101 человек были учениками или студентами, 161 — пенсионерами, 53 были неактивными по другим причинам.

## Достопримечательности
- Менгир (эпоха неолита). Исторический памятник с 1966 года[3].

## Фотогалерея

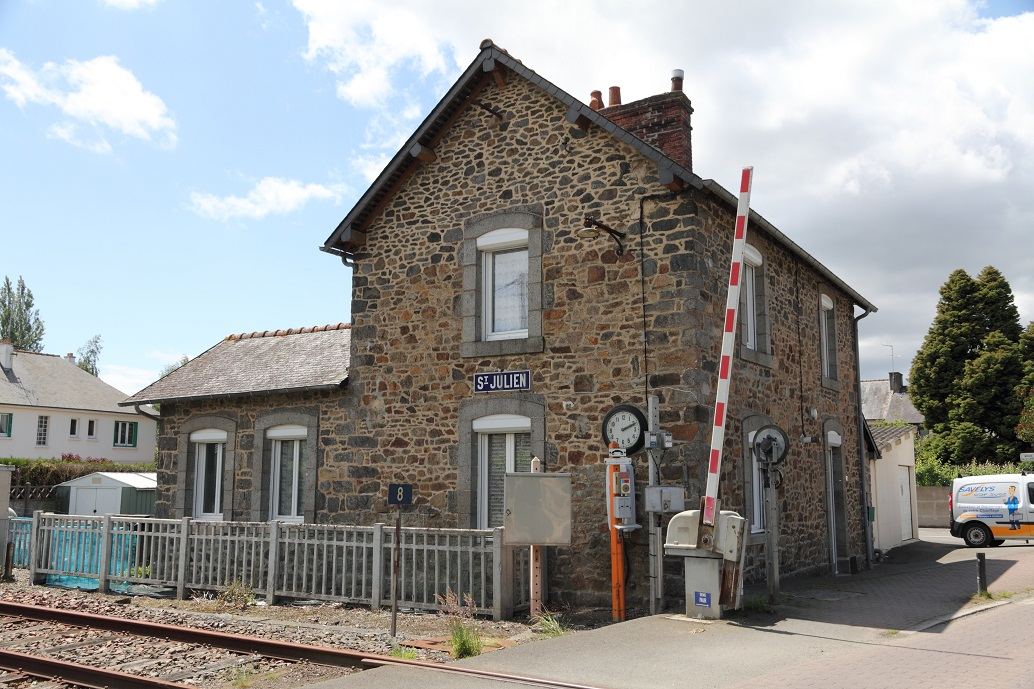
Вокзал
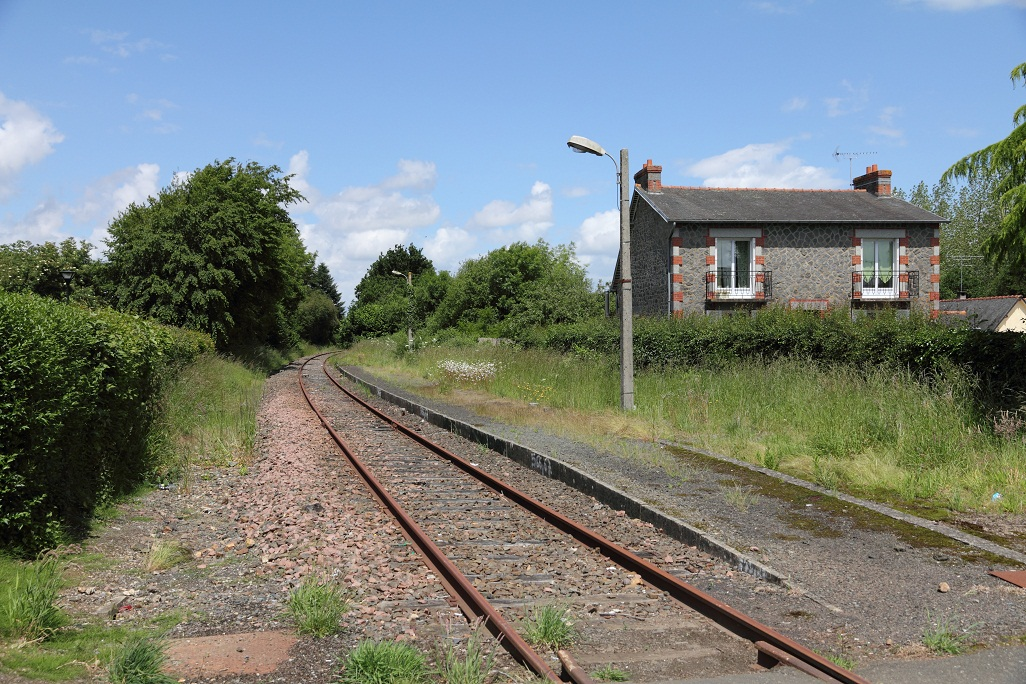
Вокзал
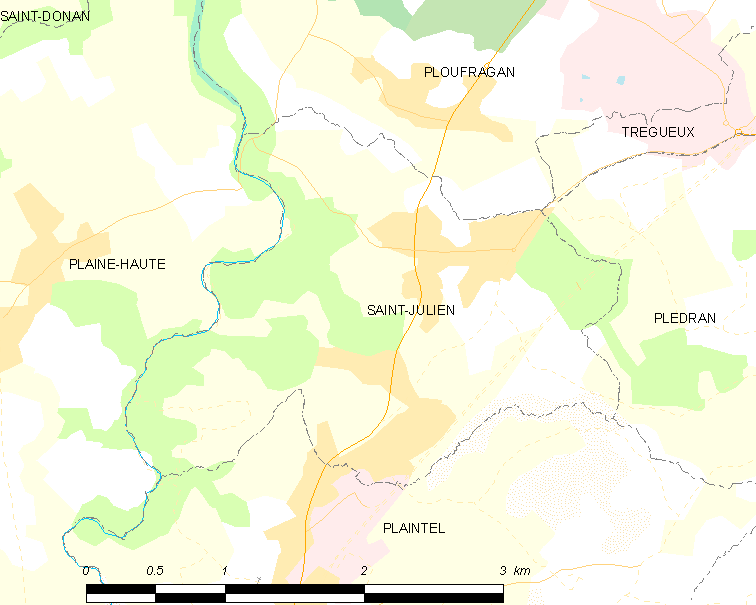
Карта коммуны